# Méthode des éléments naturels

Diagramme de Voronoï.

La méthode des éléments naturels (NEM pour Natural Element Method),, est une méthode sans maillage pour résoudre des équations aux dérivées partielles, où les éléments n'ont pas de forme prédéfinie comme dans la méthode des éléments finis, mais dépend de la géométrie.
Un diagramme de Voronoï partitionnant l'espace est utilisé pour créer chaque élément.
Des interpolations par voisins naturels sont alors utilisées pour modéliser la fonction à résoudre dans chaque élément.

## Applications
Lorsque la simulation est à géométrie dynamique, cette méthode permet d'éviter d'avoir des éléments mal adaptés, ayant l'avantage de pouvoir facilement les redéfinir à chaque étape de temps suivant la géométrie.